# 송전초등학교
송전초등학교는 대한민국 경기도 용인시 처인구 이동읍 송전리에 있는 공립 초등학교이다.

## 학교 연혁
| 1919년 | 10월 10일 | 송전공립보통학교(4년제 2학급) 개교설립인가 3월 26일 |
| 1922년 | 4월 1일   | 6년제 5학급 인가                                    |
| 1938년 | 4월 1일   | 송전공립심상소학교로 개칭                           |
| 1941년 | 4월 1일   | 송전공립국민학교로 개칭                             |
| 1969년 | 12월 25일 | 강당 준공(개교 50주년 기념)                         |
| 1973년 | 7월 1일   | 본관 16교실 2층으로 개축 완공                       |
| 1981년 | 3월 2일   | 병설유치원 개원                                     |
| 1987년 | 10월 1일  | 정구장 2개 코트 준공                                |
| 1996년 | 3월 1일   | 송전초등학교로 개칭                                 |
| 1996년 | 3월 1일   | 2개 교실 및 수세식 화장실 2동 증축                  |
| 1998년 | 8월 31일  | 유치원 개축                                         |
| 1998년 | 10월 31일 | 테니스장 코트 3면으로 증,개축                       |
| 2010년 | 10월 18일 | 14학급으로 증설 편성                                |
| 2010년 | 11월 6일  | 다목적강당 서연관 개관                              |
| 2012년 | 9월 1일   | 제28대 권점호 교장 취임                             |
| 2012년 | 9월 17일  | 도서실 준공                                         |
| 2012년 | 12월 26일 | 급식실 준공                                         |
| 2013년 | 2월 5일   | 방송실 준공                                         |
| 2015년 | 2월 13일  | 제93회 졸업(졸업생 누계 8,113명)                    |
| 2015년 | 3월 1일   | 17학급 편성(특수1학급, 재택1학급 포함)              |
| 2016년 | 9월 1일   | 제29대 가재열 교장 취임                             |
| 2017년 | 2월 10일  | 제95회 졸업식 (졸업생 누계 8,222명)                 |
| 2017년 | 3월 1일   | 17학급 편성(특수1학급 포함)                         |

## 참고 자료
- 송전초등학교 - 한국교육학술정보원 학교알리미